# Río Negro (Arizona)
El río Negro (del inglés: Black River) es un río de la cuenca del río Colorado que se localiza en la sierra Blanca de Arizona, en los Estados Unidos de América, al oeste de la ciudad de Alpine. Al unirse con el río White, ambos dan lugar al nacimiento formal del río río Salado, uno de los principales afluentes del río Gila, a su vez afluente del Colorado.
El río Negro tiene múltiples ramificaciones incluyendo la del este y la del norte, que es un lugar conocido de pesca. También tiene un estrecho denominado el Lower Black River (en español, el río Negro Bajo o inferior).
La mayor parte del río Negro se localiza en tierras indígenas. El río Negro junto con el río Salado, forman la frontera entre la Reserva Indígena de Fuerte Apache y la Reserva Indígena de San Carlos.